# Walter Bartram
Walter Bartram foi um político alemão e ministro-presidente do estado de Schleswig-Holstein.